# Getting Mary Married
Getting Mary Married is een Amerikaanse filmkomedie uit 1919 onder regie van Allan Dwan.

## Verhaal
Mary is de stiefdochter van een miljonair, maar ze wordt als vuil behandeld door haar familie. Ze mag geen relaties hebben, omdat ze haar erfenis zal verliezen als ze trouwt. Mary kiest echter geluk boven rijkdom en trouwt met James Winthrop. Hij blijkt almaar rijker te worden, terwijl haar familie financiële verliezen lijdt.

## Rolverdeling
| Acteur             | Personage          |
| ------------------ | ------------------ |
| Marion Davies      | Mary Bussard       |
| Norman Kerry       | James Winthrop jr. |
| Matt Moore         | Ted Barnacle       |
| Frederick Burton   | Amos Bussard       |
| Amelia Summerville | Mevrouw Bussard    |
| Constance Beaumar  | Matilda Bussard    |
| Elmer Grandin      | John Bussard       |